# Персы (Эсхил)
«Пе́рсы» — трагедия древнегреческого драматурга Эсхила, представленная в 472 г. до н. э. (хорегом был восемнадцатилетний  Перикл). Она входила в тетралогию, включавшую также утраченные трагедии «Финей» и «Главк» и сатировскую драму «Прометей-огневозжигатель». Эти произведения не были объединены общим сюжетом, что для Эсхила было редким случаем.
Это единственная трагедия Эсхила и одна из всего трёх известных нам греческих трагедий, где в основе лежит не мифологический, а исторический сюжет — разгромное поражение персидского царя Ксеркса I в морском сражении при Саламине с греческим флотом. Возможным участником этого сражения был и сам Эсхил. Кроме того, он определенно участвовал и в других эпизодах греко-персидских войн.
Действие происходит в Сузах, персидской столице.

## История создания
Эсхил на празднике великих Дионисий 472 года до н. э. представил четыре произведения. Вместе с «Персами» состоялась премьера трагедий «Финей», «Главк Понтийский» и «Прометей». Каждое из них не было связано сюжетной линией друг с другом. Наибольшую популярность из этой тетралогии получили «Персы».
Постановке «Персов» предшествовали «Финикиянки» Фриниха 476 года до н. э. Кроме общности сюжета антиковеды находят ряд заимствований. Грамматик Главк из Регия даже утверждал, что Эсхил переделал «Персов» из «Финикиянок». Несмотря на сходные черты прямое заимствование современные антиковеды считают маловероятным.
Хорегом, то есть человеком на которого возложили обязанность расходов по организации театральных представлений, подготовке хора и актёров во время общественных праздников, стал Перикл. Данное событие из жизни знаменитого стратега и оратора стало первым о котором упоминают античные источники. Вряд ли столь ответственная обязанность, как хорегия на Великих Дионисиях, была просто так возложена на 22-летнего юношу. По всей видимости Перикл «унаследовал» данную литургию от недавно скончавшегося отца, знаменитого полководца Ксантиппа.

## Художественные особенности
Важнейшую роль в трагедии играет хор, а лирические партии занимают почти половину всего её объёма. Пьеса начинается с выхода на сцену хора стариков. В то же время в ней мало собственно действия. Весь сюжет разворачивается при дворе персидского «царя царей» Ксеркса.
Эмоциональное воздействие усиливается внутренними рифмами и ассонансами, которые создают ощущение стона персов при описании проигранной битве при Саламине. Погребальные мелодии персов по утраченному былому могуществу должны были вызывать радость и гордость у афинян. Вопли отчаяния, уныние и горе побеждённых позволили Эсхилу добиться прославления победы соотечественников не позоря при этом проигравших.

## Сюжет
Трагедия изображает состояние Персии после поражения Ксеркса у Саламина. В персидской столице Сузы хор старейшин волнуется из-за долгого отсутствия Ксеркса, ушедшего на войну с Грецией. Атосса, мать Ксеркса, рассказывает хору о дурном сне и страшных предчувствиях. Появляется глашатай и подробно рассказывает о гибели персидского флота у Саламина и страшных потерях. Рассказ сопровождается стонами и слезами Атоссы и хора. Является тень Дария из загробного мира и во всём обвиняет Ксеркса, предрекая новое несчастье для Персии. После является сам Ксеркс и вместе с хором рассказывает своё горе в плаче. Трагедия Эсхила полна общепатриотическими и общенародными идеями. Сравнивая Грецию и Персию, свободу и деспотизм, Эсхил своей трагедией говорит о необходимости прекращения преследования персов, понёсших уже достаточно наказаний за свою агрессивность.

## Политика в «Персах»
Эсхил смог увидеть в войне между персами и греками столкновение двух противоположных государственных систем — демократической афинской и тиранически-автократической персидской. В сновидении царицы Атоссы выведены образы двух женщин — символических фигур, которые олицетворяли Персию и Элладу. Когда Ксеркс захотел впрячь обеих в ярмо, одна послушно взяла удила, вторая же порвала конскую упряжь и разломала ярмо. Противопоставление империи Ахеменидов и Эллады отчётливо выражено в вопросе Атоссы: «Кто же вождь у них и пастырь, кто над войском господин?» Ответ хора: «Никому они не служат, не подвластны никому». Такой ответ вызывает у персидской царевны недоумение, так как она даже не может себе представить такой формы правления и не понимает, как люди без царя могут противостоять персам. Ответ хора, что не только могут, но и побеждают, вызывает у Атоссы страх.
Главным виновником войны и поражения персов в «Персах» представлен Ксеркс. Эсхил представил его дерзким, высокомерным, корыстолюбивым и трусливым тираном. Чтобы ярче оттенить негативный образ Ксеркса, Эсхил идеализирует предыдущего персидского «царя царей» Дария, который в трагедии предстаёт любимым и богоравным властителем. Однако и сами персы не являются совсем уж невинными жертвами несправедливой войны. Они, по мнению Эсхила, были покараны за такие тяжкие преступления, как разрушение храмов богам, высокомерие и безбожные замыслы.
Битве при Саламине, которая описана в «Персах», предшествовали драматичные события. Когда громадное по античным меркам войско персов было на подходе к Афинам, граждане города эвакуировались на близлежащий остров Саламин. В проливе между материком и островом расположился флот греков. Перед сражением среди его военачальников не было единства. Спартанский наварх Еврибиад настаивал на необходимости плыть к Коринфскому перешейку. Ему оппонировал афинский стратег Фемистокл, который указывал, что если греческие суда отплывут, то впоследствии их будет невозможно собрать вновь. Также в узких проливах греки получали преимущество перед превосходящим по численности персидским флотом. Своими доводами Фемистокл смог на несколько дней отсрочить отплытие союзного флота. Однако, когда неприятельский флот подошёл к Фалерской гавани, а на берегу появилось громадное персидское войско, греки решили бежать. Фемистокл, недовольный тем, что эллины упустят возможность воспользоваться выгодами местоположения и узких проливов, решился на беспрецедентную для мировой истории хитрость. Он отправил одного из своих доверенных рабов, Сикинна, перса по национальности, к Ксерксу с верным по сути сообщением:
Афинский военачальник Фемистокл переходит на сторону царя, первый извещает его о том, что эллины хотят бежать, и советует не дать им убежать, а напасть на них, пока они находятся в тревоге по случаю отсутствия сухопутного войска, и уничтожить их морские силы.
Ксеркс повелел созвать военный совет и обсудить планы дальнейшего завоевания Греции. Большинство военачальников советовало дать грекам сражение в узких проливах около Саламина. Лишь сопровождавшая войско персов царица Артемисия советовала отказаться от сражения. Согласно Геродоту, приводимые ею доводы были весьма схожими со словами Фемистокла. Она просила передать Ксерксу, что, согласно её мнению, греческий флот долго сопротивляться не сможет и эллины вскоре разбегутся по своим городам. Продвижение в сторону Пелопоннеса и Коринфского перешейка принесёт армии персов безоговорочную победу. Ксеркс решил последовать мнению большинства военачальников и навязать эллинам сражение.
Пока военачальники эллинов продолжали жаркий спор, варвары начали их окружение. Эсхил в своей трагедии упоминает о каком-то греке из афинского войска, который ложным донесением побудил Ксеркса ввести его корабли в проливы у Саламина, что и предопределило победу греков. На момент постановки пьесы Фемистокл, чьи действия привели к победе, утратил своё влияние и был изгнан через процедуру остракизма из Афин. Поэтому драматург не упоминает имя опального политика, а приписывает неверное решение Ксеркса богине заблуждения Ате. Также Эсхил уходит от описаний каких-либо противоречий в лагере греков, стремясь представить их победу как следствие единого патриотического порыва.

## Последствия
По всей видимости, «Персы» способствовали популярности Эсхила не только в материковой Греции, но и на Сицилии, где шла борьба эллинов с карфагенянами. Определённое сходство военно-политической ситуации содействовали повторным постановкам и успеху «Персов» на Сицилии. На этом фоне тиран Сиракуз Гиерон I пригласил Эсхила посетить Сицилию и попросил написать трагедию на основание города Этны. Произведение «Этниянки» было написано в конце 470-х годов до н. э., то есть вскоре после постановки «Персов».
По образному утверждению Аристофана, Эсхил образами в своих трагедиях возвышал граждан до уровня своих героев. Благодаря «Персам» и другим произведениям Эсхила у античных греков сформировалось особое отношение к трагической поэзии. Она, по их мнению, должна была нести воспитательный характер. Раскрывая идейные и теоретические основы моральных и политических проблем театр заставлял человека задумываться о смысле бытия.

## Постановки
- Пьеса ставилась и после смерти Эсхила.
- 1965 г. — гастроли СССР Афинского Художественного театра с «Персами» в постановке Каролоса Куна
- 1993 г. — Эдинбургский фестиваль. Пост. Питера Селларса с аллюзиями на Войну в Персидском заливе.